# SIAI-Marchetti SF-600
Il SIAI-Marchetti SF-600 Canguro è un aeroplano bimotore da trasporto leggero progettato e costruito in Italia alla fine degli anni settanta. Malgrado il desiderio di una larga produzione, alla fine solo dieci esemplari furono costruiti.
Progettato dall'ingegnere Stelio Frati, il Canguro è un aeroplano monoplano classico ad ala alta a sbalzo con sezione di fusoliera rettangolare. Il carrello triciclo è fisso. La SIAI-Marchetti finanziò il primo prototipo costruito nell'officina di Aviamilano. Dopo le prove in volo molto favorevoli, il modello fu avviato alla produzione in serie, senza tuttavia attirare molti clienti malgrado il passaggio dalla motorizzazione con motore a pistoni verso un turboelica come possibile opzione.
Lo sviluppo fu continuato da Agusta, a seguito dell'acquisto di SIAI-Marchetti. Nel 1989 venne creata una joint venture con l'obiettivo di offrire il velivolo sul mercato del Sud-est asiatico tra l'Agusta e la sud coreana Sammi; questa iniziativa non ebbe seguito così come analogamente sfumò un accordo con la filippina PADC. Nel 1997, Vulcanair acquistò da Finmeccanica (casa madre di Agusta) la licenza, ed anche se alcuni esemplari furono prodotti, non ci fu mai una vera produzione in serie. A partire da questo sviluppo, Vulcanair annunciò una evoluzione, l'A-Viator per 11 passeggeri.
Nel settembre 2011, c'erano ancora quattro esemplari in servizio.

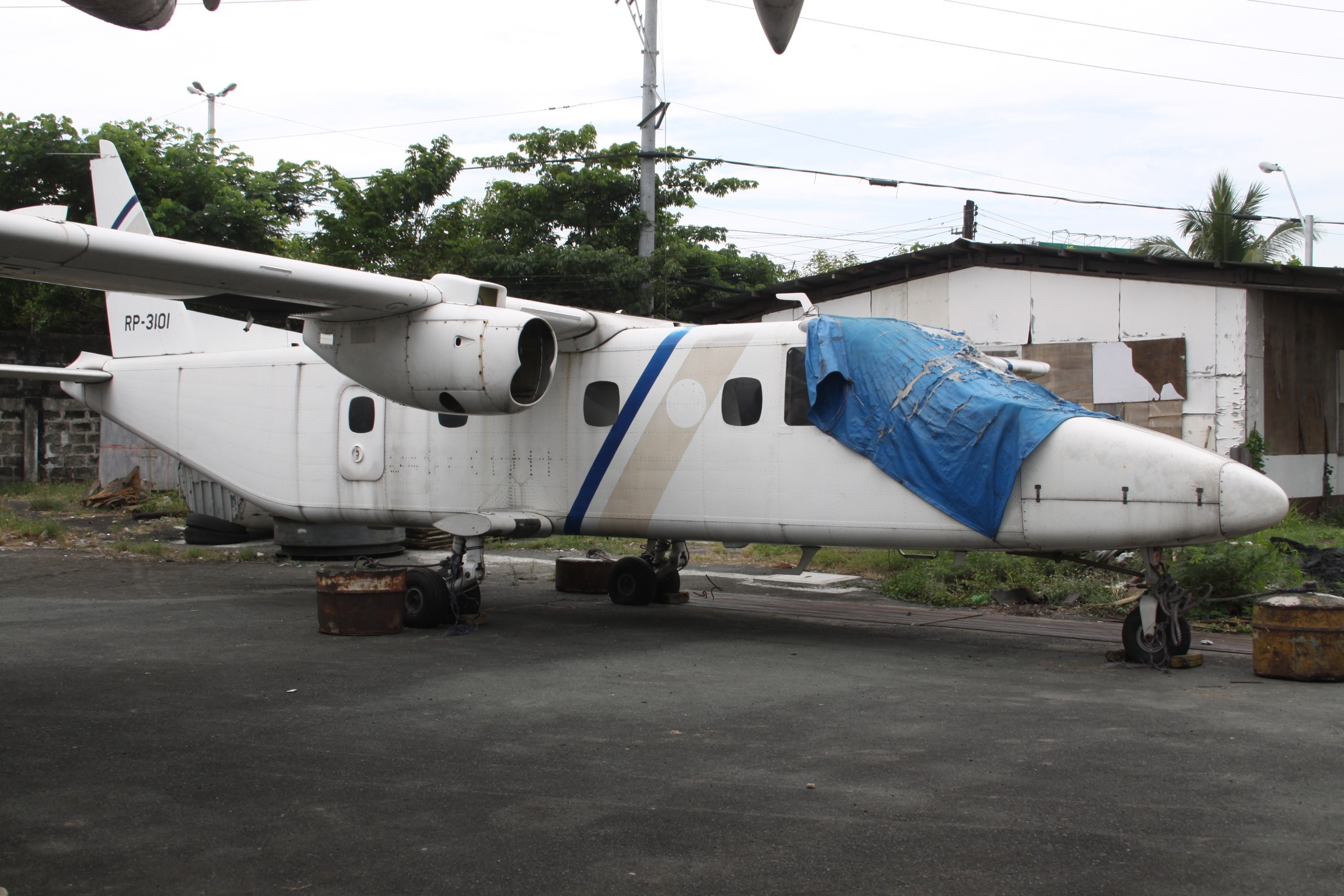
Un SIAI-Marchetti SF-600 fotografato, in condizioni non ottimali, presso l'Aeroporto Internazionale di Manila-Ninoy Aquino

### Pubblicazioni
- New Frati twin first flight imminent, Flight International, 1978, October 1978 |url=http://www.flightglobal.com/pdfarchive/view/1978/1978%20-%202356.html
- Agusta forms Korean venture, Flight International, 1989, June 1989, url=http://www.flightglobal.com/pdfarchive/view/1989/1989%20-%201717.html